# International Journal of Transgender Health
Pour les articles homonymes, voir IJT.
 (mai 2024).
L'International Journal of Transgender Health (nommé International Journal of Transgenderism  ou jusqu'en 2020) ou est une revue trimestrielle d'évaluation par les pairs concernant la recherche sur la dysphorie de genre, les traitements médicaux et psychologiques des personnes transgenres, l'acceptation sociale et juridique du changement de sexe, et la formation publique et professionnelle sur la transidentité. L'International Journal of Transgenderism n'est pas limité à la recherche, puisqu'il publie aussi des essais théoriques, des énoncés politiques, des commentaires, des lettres à l'éditeur, et des articles de revue. Le journal a pour but d'informer un vaste public, notamment les décideurs politiques, les praticiens et le public en général.
C'est le journal officiel de la World Professional Association for Transgender Health ; le rédacteur en chef est Walter Bockting (université du Minnesota Medical School). Le journal a été créé en 1997 et est publié par Taylor & Francis.

## Indexation
Le journal est indexé par CINAHL, SocINDEX, les bases de données EBSCO, Scopus, la bibliographie internationale des sciences sociales, PASCAL, et PsycINFO, PubMedCentral.

## Histoire de la publication
L'International Journal of Transgender Health publie un volume qui comprend quatre numéros par an. Le journal de la première parution du premier volume a été publié en juillet 1997.
Depuis 2015, il est publié par Taylor & Francis.
En 2019, l'IJTH obtient son tout premier facteur d'impact pour l'année 2018 de 2,345.
En 2020, le journal originellement change de nom pour International of Transgender Health, pour utiliser un langage plus adapté aux dernières évolutions.
Le journal est en 2025 à son 26e numéro, à partir d'un large éventail de sujets, y compris, mais non limité à : la psychologie, l'endocrinologie, la sexologie, le droit, l'obstétrique et la gynécologie, la chirurgie, la psychiatrie, l'orthophonie, la  médecine sexuelle, la thérapie familiale, la santé publique, les conseils et l'éthique médicale. Son facteur d'impact sur 5 ans en 2025 est de 8,7.

## À propos des fondateurs
L'International Journal of Transgenderism a été fondé en 1987 par Friedemann Pfäfflin et Eli Coleman. Friedemann Pfäfflin est un psychologue allemand, également psychiatre, psychothérapeute, et maître de conférences à l'université d'Ulm jusqu'à sa retraite en 2010. Il a acquis de la notoriété pour son travail dans les domaines de la psychiatrie médico-légale et de l'identité de genre, et a commencé à travailler dans le domaine de la transsexualité en 1922, quand il a commencé à travailler à l'université d'Ulm. Pfäfflin a été président de l'association internationale Harry Benjamin de la dysphorie de genre de 1995 à 1997. Il a ensuite fondé l'International Journal of Transgenderism avec Eli Coleman.
Eli Coleman est un auteur et sexologue américain qui dirige actuellement le Program in Human Sexuality à l'université du Minnesota. Coleman est actuellement professeur et directeur de la chair Santé sexuelle à l’université du Minnesota. Il a servi en tant que président de la Société pour la thérapie sexuelle et la recherche. Les sujets d'intérêt de Coleman sont la santé sexuelle, la santé transgenre, la prévention du VIH, les comportements sexuels impulsifs et compulsifs, l'identité de genre, et le développement sexuel.

## À propos de l'actuel rédacteur en chef
L'actuel rédacteur en chef de l'International Journal of Transgender Health est Damien Riggs, chercheur à la Flinders University en Australie.

## Rédacteurs précédents
- Friedemann Pfäfflin, MD, université d'Ulm, Ulm, Allemagne, fondateur et rédacteur en chef.
- Eli Coleman, PhD, université du Minnesota Medical School, Minneapolis, États-Unis, fondateur et rédacteur en chef.
- Richard Ekins, PhD, université d'Ulster, Coleraine, Royaume-Uni.
- Dave King, PhD, université de Liverpool, Liverpool, Royaume-Uni.
- Walter Bockting, PhD, LGBT Health Initiative, Division of Gender, Sexuality, and Health, Institut de Psychiatrie de New-York/département de psychiatrie de l'université de Columbia, avec l'école des soins infirmiers de l'université de Columbia, New York, États-Unis.
- Walter Pierre Bouman, MD, PhD, National Centre for Transgender Health & Université de Nottingham, Nottingham, UK